# Саэр, Хуан Хосе
Хуан Хосе Саэр (исп.  Juan José Saer, 28 июня 1937, Серодино, провинция Санта-Фе, Аргентина – 11 июня 2005, Париж) – аргентинский писатель, один из крупнейших мастеров национальной словесности второй половины XX в.

## Биография
Выходец из семьи сирийских эмигрантов. В 1949 семья переехала в Санта-Фе. Изучал историю и теорию кино в Национальном университете Побережья (UNL) в Санта-Фе.
C 1968, получив стипендию, переехал в Париж, где с тех пор и жил. Преподавал литературу в университете Ренна. Скончался от рака лёгких.

## Творчество
Дебютировав в 1960 книгой рассказов В зоне, стоял в стороне от издательского бума латиноамериканской прозы этого периода. Испытал влияние нового романа. Известность и авторитет – как в Латинской Америке, так и в Европе – пришли к нему в 1980-х годах. Автор двенадцати романов, нескольких книг рассказов, стихотворных сборников, эссе. Действие практически всех произведений Саэра развивается в провинциальном городе Санта-Фе и его окрестностях, в этом плане его сравнивают с Джойсом и Фолкнером. Сам Саэр признавал глубокое воздействие на него Фолкнера, Конрада, Клода Симона.
Произведения Саэра переведены на основные европейские языки, несколько из них экранизированы.

## Книги
- 1960: En la zona, 1957-1960 (новеллы)
- 1964: Responso (роман)
- 1965: Palo y hueso (новеллы)
- 1966: La vuelta completa (роман)
- 1967: Unidad de lugar (новеллы)
- 1969: Cicatrices (роман)
- 1974: El limonero real (роман)
- 1976: La mayor (роман)
- 1977: El arte de narrar: poemas, 1960-1975 (стихи)
- 1980: Nadie nada nunca (роман)
- 1983: El entenado (роман)
- 1985: Las veredas de Saturno (сценарий, фильм Уго Сантьяго)
- 1988: Glosa (роман)
- 1988: La ocasión (роман, премия Надаля)
- 1991: El río sin orillas: tratado imaginario (эссе об Аргентине)
- 1993: Lo imborrable (роман)
- 1994: La pesquisa (детективный роман)
- 1997: El concepto de ficción (эссе)
- 1997: Las nubes (роман)
- 1999: La narración-objeto (эссе)
- 2000: Lugar (новеллы)
- 2005: La grande (незавершенный роман, посмертно)
- 2005: Trabajos (эссе, посмертно)